# Karl Erjavec
Karl Erjavec (Aiseau-Presles, 21 giugno 1960) è un politico sloveno.
Esponente del Partito Democratico dei Pensionati della Slovenia, Ministro degli Affari Esteri dal 2012 al 2018.
È stato Ministro della Difesa dal 2004 al 2008 e Ministro dell'Ambiente dal 2008 al 2012.